# Orthotrichum laxifolium
Orthotrichum laxifolium är en bladmossart som beskrevs av Wilson in Mitten 1851. Orthotrichum laxifolium ingår i släktet hättemossor, och familjen Orthotrichaceae. Inga underarter finns listade i Catalogue of Life.